# Kobuleti
Kobuleti (en georgiano: ქობულეთი) es una ciudad de Georgia, ubicada en el noroeste de la República Autónoma de Ayaria, siendo la capital del municipio homónimo. Kobuleti es un centro turístico costero, visitado anualmente por georgianos y por muchos habitantes de antiguas repúblicas soviéticas. Por ejemplo, es especialmente popular entre los turistas armenios.

## Toponimia
El nombre de la ciudad proviene del clan Kobulidze, cuyos representantes poseían este territorio hasta el siglo XIII. En tiempos del Imperio otomano, Kobuleti era conocida como Çürüksu.

## Geografía
Kobuleti está situada a lo largo de la costa del Mar Negro y por ella pasan varios ríos, entre los cuales los más importantes son el Kintrishi, el Chakvistskali, el Ajaristskali, el Ochjamuri, el Achkva y el Dejva. Batumi se encuentra a 28 km.

### Clima
El clima es subtropical templado, pero pueden darse períodos de lluvia más largos en verano. Los inviernos son suaves y cálidos y los veranos, calurosos. Sopla una ligera brisa marina y el agua es cálida.
| Parámetros climáticos promedio de Kobuleti (1981-2010) | Parámetros climáticos promedio de Kobuleti (1981-2010) | Parámetros climáticos promedio de Kobuleti (1981-2010) | Parámetros climáticos promedio de Kobuleti (1981-2010) | Parámetros climáticos promedio de Kobuleti (1981-2010) | Parámetros climáticos promedio de Kobuleti (1981-2010) | Parámetros climáticos promedio de Kobuleti (1981-2010) | Parámetros climáticos promedio de Kobuleti (1981-2010) | Parámetros climáticos promedio de Kobuleti (1981-2010) | Parámetros climáticos promedio de Kobuleti (1981-2010) | Parámetros climáticos promedio de Kobuleti (1981-2010) | Parámetros climáticos promedio de Kobuleti (1981-2010) | Parámetros climáticos promedio de Kobuleti (1981-2010) | Parámetros climáticos promedio de Kobuleti (1981-2010) |
| Mes                                                    | Ene.                                                   | Feb.                                                   | Mar.                                                   | Abr.                                                   | May.                                                   | Jun.                                                   | Jul.                                                   | Ago.                                                   | Sep.                                                   | Oct.                                                   | Nov.                                                   | Dic.                                                   | Anual                                                  |
| ------------------------------------------------------ | ------------------------------------------------------ | ------------------------------------------------------ | ------------------------------------------------------ | ------------------------------------------------------ | ------------------------------------------------------ | ------------------------------------------------------ | ------------------------------------------------------ | ------------------------------------------------------ | ------------------------------------------------------ | ------------------------------------------------------ | ------------------------------------------------------ | ------------------------------------------------------ | ------------------------------------------------------ |
| Temp. máx. abs. (°C)                                   | 21.0                                                   | 23.9                                                   | 30.5                                                   | 36.0                                                   | 40.5                                                   | 38.5                                                   | 41.3                                                   | 39.4                                                   | 39.5                                                   | 34.0                                                   | 26.6                                                   | 25.2                                                   | 41.3                                                   |
| Temp. máx. media (°C)                                  | 10.5                                                   | 10.7                                                   | 13.1                                                   | 17.1                                                   | 20.4                                                   | 24.5                                                   | 26.9                                                   | 27.5                                                   | 25.0                                                   | 21.2                                                   | 16.2                                                   | 12.3                                                   | 18.8                                                   |
| Temp. media (°C)                                       | 5.8                                                    | 6.0                                                    | 8.2                                                    | 11.8                                                   | 15.6                                                   | 20.2                                                   | 23.0                                                   | 23.5                                                   | 20.3                                                   | 16.0                                                   | 10.7                                                   | 7.2                                                    | 14.0                                                   |
| Temp. mín. media (°C)                                  | 2.3                                                    | 2.4                                                    | 4.4                                                    | 7.9                                                    | 11.9                                                   | 16.3                                                   | 19.4                                                   | 19.6                                                   | 15.9                                                   | 11.7                                                   | 6.7                                                    | 3.6                                                    | 10.2                                                   |
| Temp. mín. abs. (°C)                                   | -8.0                                                   | -13.8                                                  | -10.0                                                  | -3.6                                                   | 2.6                                                    | 7.0                                                    | 12.1                                                   | 11.5                                                   | 6.1                                                    | 0.4                                                    | -1.4                                                   | -9.0                                                   | -13.8                                                  |
| Precipitación total (mm)                               | 211.4                                                  | 179.1                                                  | 157.1                                                  | 89.1                                                   | 88.9                                                   | 159.2                                                  | 176.1                                                  | 234.8                                                  | 281.6                                                  | 287.8                                                  | 266.9                                                  | 239.0                                                  | 2370.2                                                 |
| Fuente: World Meteorological Organization              |                                                        |                                                        |                                                        |                                                        |                                                        |                                                        |                                                        |                                                        |                                                        |                                                        |                                                        |                                                        |                                                        |

## Historia
En la época feudal tardía, Kobuleti era el lugar del mercado de esclavos más grande del principado de Guria, donde comerciantes turcos de Rize, Gonio y Trebisonda vinieron aquí para comprar cautivos. Kobuleti fue, desde el siglo XVII hasta el siglo XIX, un bastión de la familia Tavdguiridze bajo la autoridad del principado de Guria y luego del Imperio otomano.
En el siglo XIX, durante la guerra entre los rusos y los turcos otomanos, Kobuleti y el resto de Georgia fueron anexados al Imperio ruso con el tratado de Berlín de 1878. En esa época, Kobuleti se había convertido en un balneario y los rusos le cambiaron el nombre a Smekalovka. Poco después, en 1883, se conectó al ferrocarril Poti/Batumi-Bakú.
Durante el período soviético, las villas fueron asignadas a comisarios del Ejército Rojo. En 1944, Kobuleti recibió el estatus de ciudad y se convirtió en uno de los mejores centros turísticos del mar Negro en la URSS. Kobuleti era considerado un centro turístico de importancia nacional dentro de la Unión Soviética. Funcionaban sanatorios y balnearios, la mayoría de los cuales pertenecían al Ministerio de Defensa.
Después de la independencia de Georgia y los años de guerra civil que siguieron (1992-1995), los balnearios estatales fueron saqueados y la zona costera desatendida. 
El gobierno de Saakashvili, en 2004, comenzó la reconstrucción de las ciudades balneario. El 26 de octubre de 2010, el parlamento de Georgia adoptó el proyecto de ley "Sobre la Zona Turística Libre de Kobuleti", que exime parcialmente de impuestos a aquellos inversores que invertirán en la construcción de hoteles en Kobuleti. Progresivamente, Kobuleti ha recuperado parte de su popularidad, ya que se ha convertido en una alternativa a la zona turística de Abjasia. Alrededor de 100.000 turistas visitan Kobuleti cada verano.

## Demografía
La evolución demográfica de Kobuleti entre 1882 y 2014 fue la siguiente:
| 504                                             | 614 | 6133 | 20 637 | 18 556 | 16 546 |
| (Fuente: Population of Georgia in Soviet times) |     |      |        |        |        |

Su población era de 8967 habitantes en 2014, con el 93% de la población son georgianos.
|              | 1939      | 1939       | 2014      | 2014       |
| Grupo étnico | Población | Porcentaje | Población | Porcentaje |
| ------------ | --------- | ---------- | --------- | ---------- |
| Georgianos   | 3376      | 55%        | 15 437    | 93,30%     |
| Rusos        | 2042      | 33,3%      | 276       | 1,67%      |
| Ucranianos   | 2042      | 33,3%      | 63        | 0,38%      |
| Armenios     | 107       | 1,7%       | 423       | 2,56%      |
| Azeríes      | 13        | 0,2%       | 14        | 0,08%      |
| Griegos      | 146       | 2,4%       | 86        | 0,52%      |
| Osetios      | 8         | 0,1%       | 15        | 0,09%      |
| Judíos       | 42        | 0,7%       | 1         | 0,01%      |
| Loms         | -         | -          | 136       | 0,82%      |
| Kurdos       | 221       | 3,6%       | -         | -          |
| Alemanes     | 31        | 0,5%       | -         | -          |
| Búlgaros     | 22        | 0,4%       | -         | -          |
| Lezguinos    | 6         | 0,1%       | -         | -          |
| Asirios      | 4         | 0,1%       | -         | -          |
| Total        | 6133      | 100%       | 16 546    | 100%       |

## Economía
Las principales fuentes de ingresos de la ciudad y sus alrededores son el turismo y la agricultura. Unos 100.000 turistas visitan Kobuleti cada año en verano.
Durante el período soviético, en la ciudad había una fábrica de tejidos de algodón, fábricas de enlatados y una granja de cerdos. En actualidad, cuenta con empresas de té , conservas y otras pequeñas empresas. 

## Infraestructura

### Arquitectura, monumentos y lugares de interés
En 2012, se inauguró el museo de historia local de Kobuleti en el antiguo edificio del cine. Las principales exhibiciones del museo son hallazgos arqueológicos de las cercanías de Kobuleti, pertenecientes a diferentes épocas, todo tipo de artículos de la vida campesina y obras del escultor local Vazha Verulidze.

### Transporte
Kobuleti cuenta con una estación de tren que la conecta con Tiflis, dentro de la línea Tiflis-Batumi.
La carretera S-2, de importancia internacional, pasa por Kobuleti. 

## Cultura

### Deporte
El equipo de fútbol local es el FC Shukura Kobuleti, que juega en la liga georgiana. Su estadio es el Chele Arena.

## Personas ilustres
- Zurab Nogaideli (1964): primer ministro de Georgia entre el 17 de febrero de 2005 y el 16 de noviembre de 2007.
- Irakli Turmanidze (1984): deportista georgiano que compite en halterofilia y que obtuvo una medalla de bronce en Río de Janeiro 2016.
- Jano Ananidze (1992): exfutbolista georgiano que jugaba de centrocampista.

## Galería

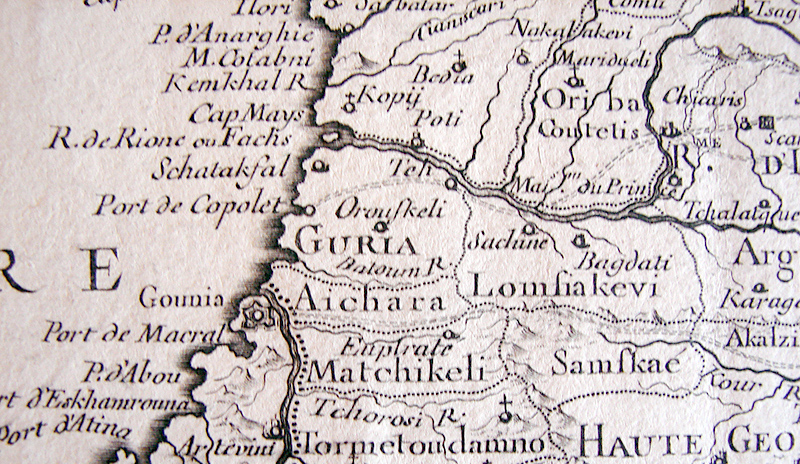
Mapa con el puerto de Kobuleti (1723)
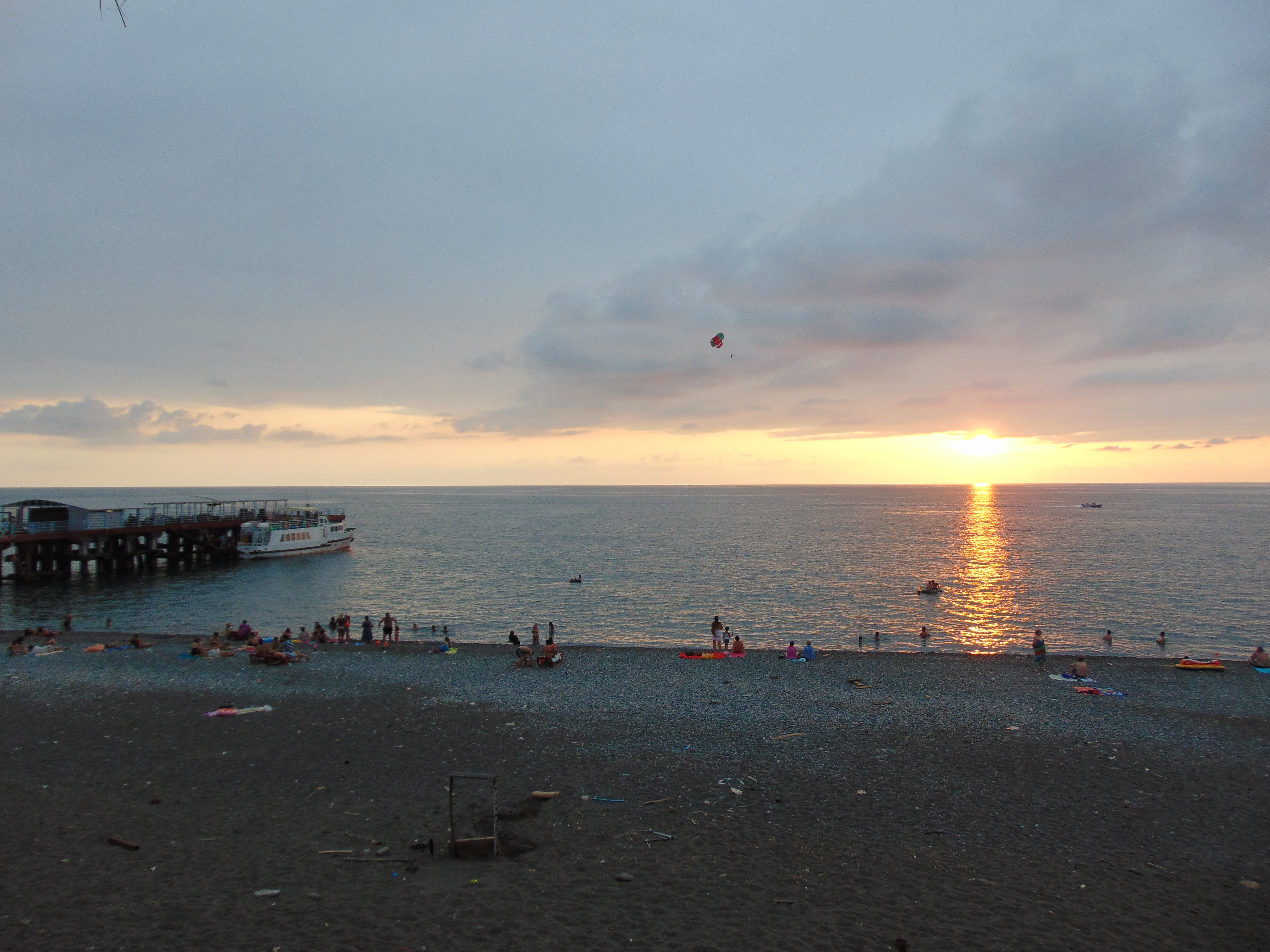
Atardecer en la playa de Kobuleti
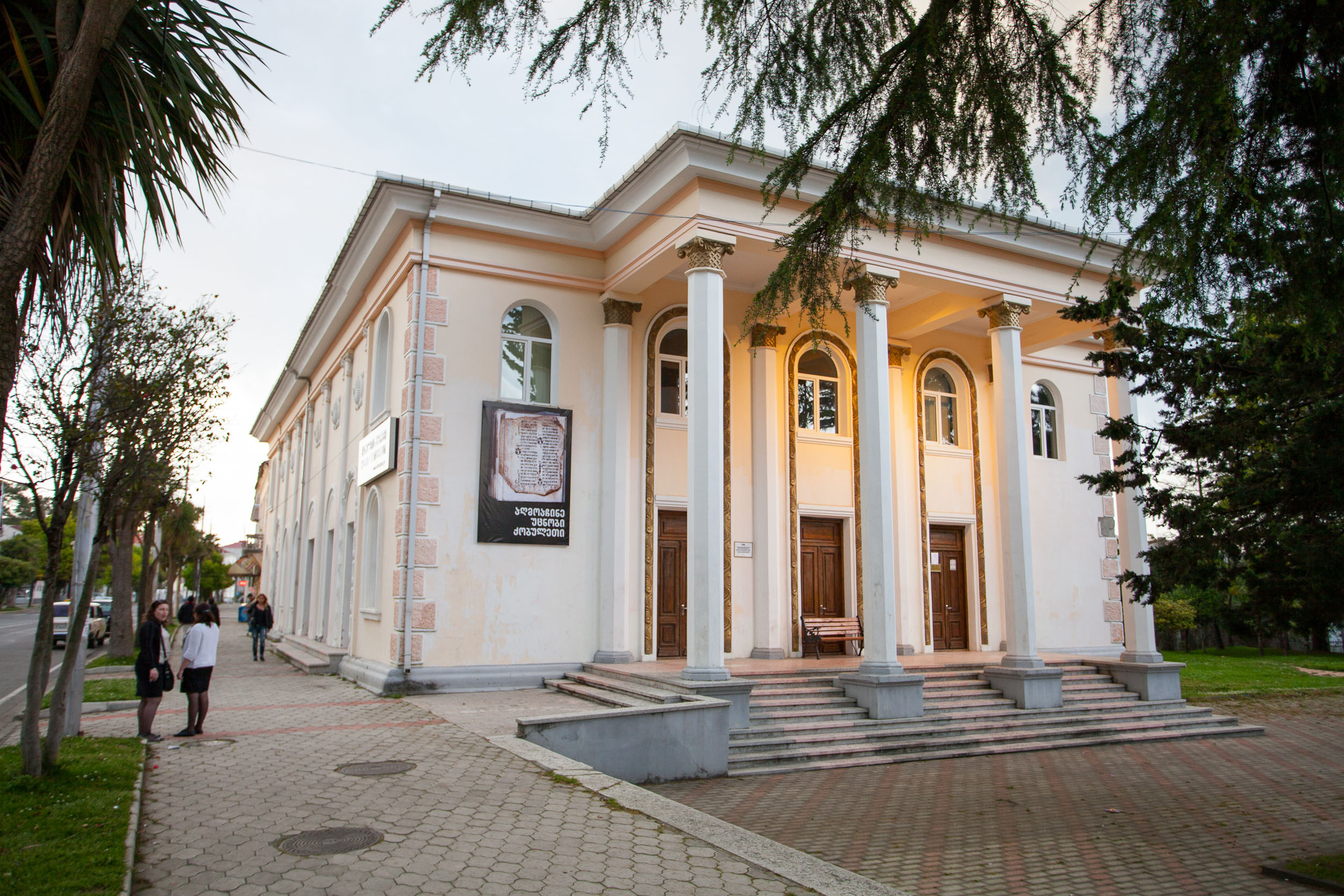
Museo de Kobuleti
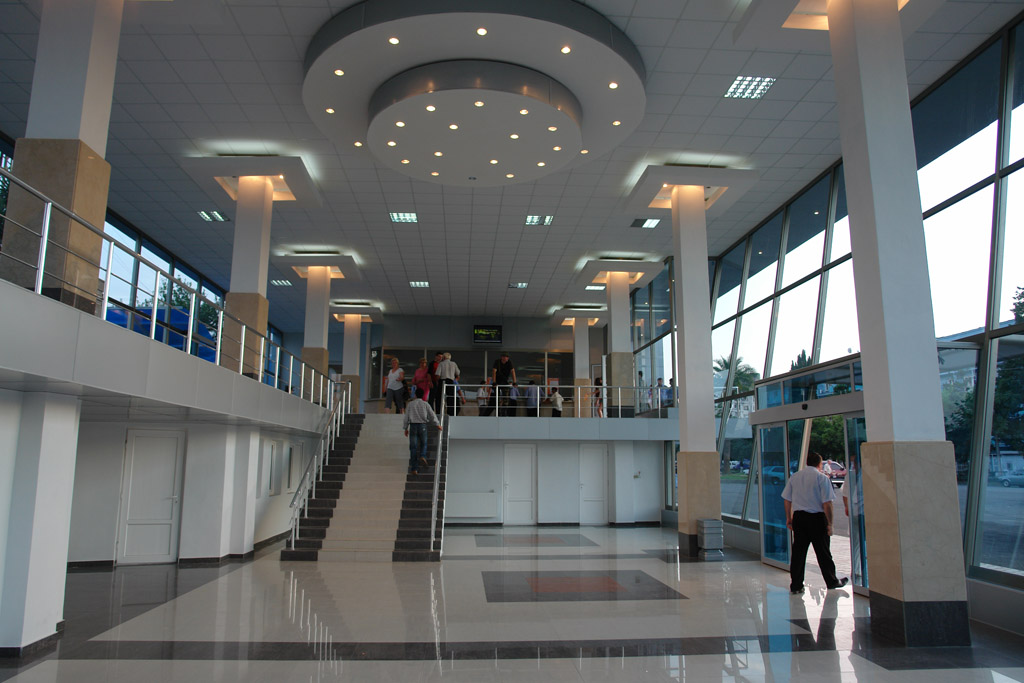
Estación de Kobuleti
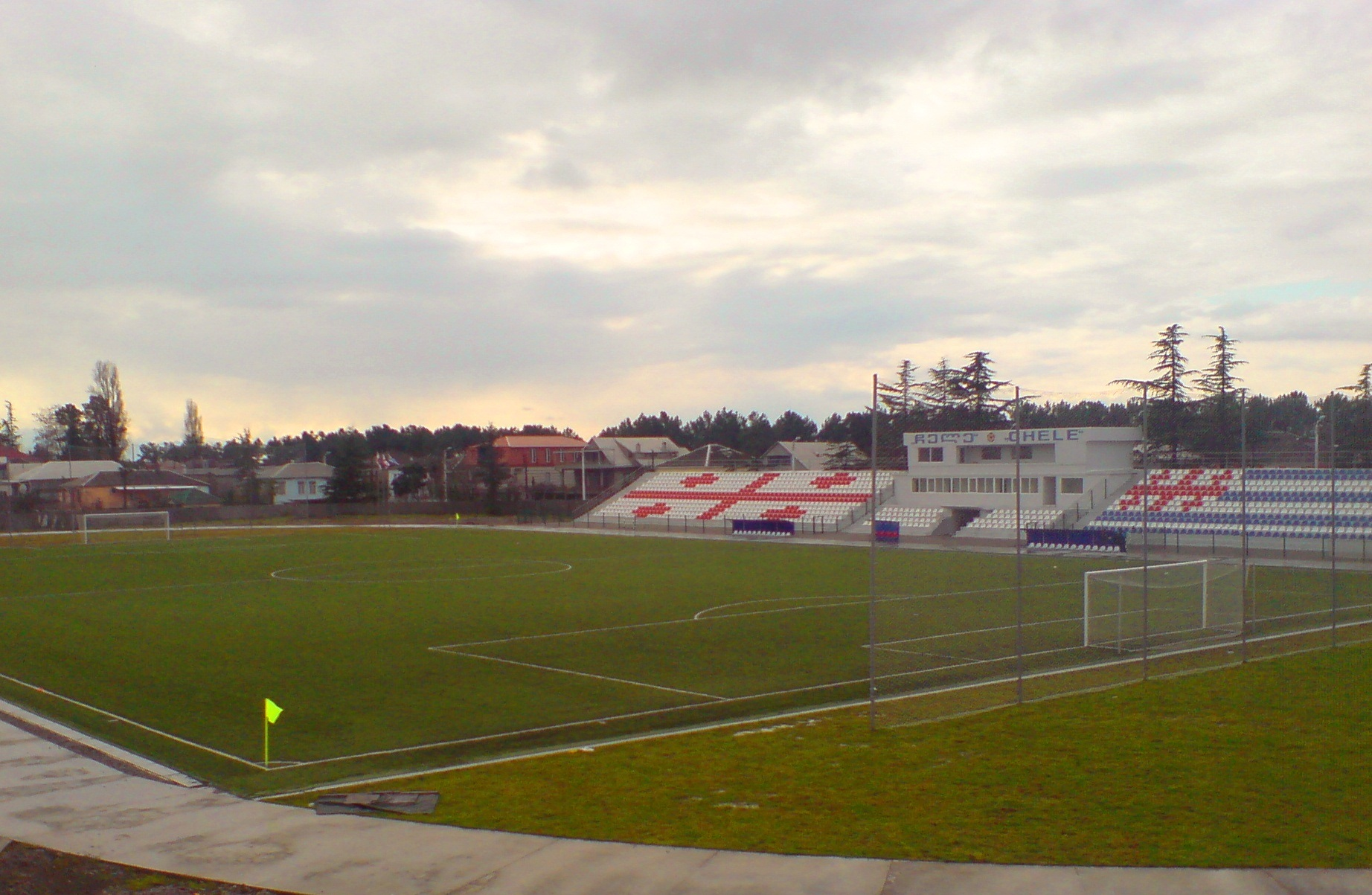
Estadio Chele Arena de Kobuleti

## Ciudades hermanadas
- Ajtala y Alaverdí, Armenia.
- Terracina, Italia.
- Selçuk, Turquía.
- Yuzhne, Ucrania.